# La Tina Ranch
La Tina Ranch è un census-designated place (CDP) degli Stati Uniti d'America della contea di Cameron nello Stato del Texas. La popolazione era di 618 persone al censimento del 2010. Prima del censimento del 2010 la comunità faceva parte del CDP di Arroyo Gardens-La Tina Ranch. Fa parte dell'area metropolitana di Brownsville-Harlingen.

## Geografia fisica
La Tina Ranch si trova nel centro-nord della contea di Cameron, 16 miglia (26 km) ad est di Harlingen e 25 miglia (40 km) a nord di Brownsville. Confina ad ovest con Arroyo Gardens.
Secondo lo United States Census Bureau, il CDP ha un'area totale di 7,1 miglia quadre (18,3 km²), di cui 7,0 miglia quadre (18,2 km²) occupate da terre e 0,04 miglia quadre (0,1 km²), o 0.69%, d'acqua.

## Società

### Evoluzione demografica
Secondo il censimento del 2010, c'erano 618 persone.

### Etnie e minoranze straniere
Secondo il censimento del 2010, la composizione etnica della città era formata dal 61,81% di bianchi, lo 0,16% di afroamericani, l'1,78% di nativi americani, lo 0,16% di asiatici, lo 0% di oceanici, il 33,82% di altre razze, e il 2,27% di due o più etnie. Ispanici o latinos di qualunque razza erano il 95,15% della popolazione.